# Assedio di Agrigento (406 a.C.)
L'assedio di Agrigento durò otto mesi dell'anno 406 a.C. e vide contrapposti i siracusani e gli agrigentini, guidati dai generali Dafneo e Dessippo, contro i soldati cartaginesi guidati da Annibale Magone, della dinastia dei Magonidi, e Imilcone, degli Annoni. L'esercito cartaginese assediò la città di origini doriche Agrigento come vendetta degli attacchi greci alle colonie puniche in Sicilia. Il consiglio della città aveva richiesto di respingere i Cartaginesi fino all'arrivo dei rinforzi provenienti da Siracusa che sconfissero una parte degli assedianti e li costrinsero alla ritirata.
Durante l'assedio, Annibale e un gran numero di soldati cartaginesi morirono di peste e i sopravvissuti vivevano in dure condizioni dopo l'ordine dei greci di tagliare le rotte di rifornimento del nemico. Comunque, ai Cartaginesi, lasciati a Imilcone, parente di Annibale, fu ordinato di catturare i convogli di rifornimenti greci marini per mezzo della flotta cartaginese in servizio, che costrinse i greci ad affrontare a loro volta la minaccia di morire di fame. Questo causò il disgregamento tra i greci di Sicilia: la maggior parte della popolazione di Agrigento lasciò la città, consentendo ai Cartaginesi di catturarla e saccheggiarla.

## Antefatti
Annibale, rispondendo all'appello di Segesta che era entrata in conflitto con la coalizione greca, in particolare con Selinunte, mise insieme grandi forze. Disse di avere 120 000 uomini e 4000 cavalieri reclutati dall'Africa, dalla Sardegna, dalla Spagna e anche dai Greci di Sicilia, oltre che a volontari cartaginesi. I moderni stimano che gli armati siano stati 30000 o 40000 uomini. L'armata si radunò nell'estate del 410 a.C., e non si misero in viaggio se non nel 409 a.C. Dopo essersi scontrati coi Greci una prima volta a Selinunte, l'armata cartaginese costeggiò il sud della Sicilia conquistando Gela e, con questo assedio, Agrigento.

## Assedio
L'esercito cartaginese non fu fermato dai Greci quando giunsero alle porte di Agrigento all'inizio dell'estate del 406 a.C. Annibale lasciò le sue navi da guerra a Mozia prima di utilizzarle prima di averle fatte uscire per Agrigento. Gli abitanti della città, che non volevano fronteggiare i Cartaginesi né contribuire ai loro saccheggi, avevano raccolto l'uva e l'intera popolazione (dei 200 000 presenti) entro la città come parte della preparazione. Annibale iniziò i preparativi per l'assedio una volta raggiunto il suo esercito. Furono costruiti due campi fortificati, un campo (protetto da una fossa e una palizzata) ad ovest della città, sulla riva destra del fiume Belice; l'altro sulla sponda sinistra, sulla strada per Gela. Gli agrigentini non si opposero a queste costruzioni, ma attesero all'interno di Agrigento.
Annibale offrì le condizioni di resa prima di cominciare l'assedio: Agrigento sarebbe o dovuta diventare un alleato di Cartagine o stare neutrale mentre Cartagine trattava con gli altri Greci in Sicilia. Entrambe le condizioni furono, però, rifiutate. L'intera popolazione maschile della città fu armata e posta sulle mura, i mercenari si radunarono presso il colle di Atena (alcuni sostengono che si sarebbe posti nell'acropoli) e altre truppe furono poste come riserva per tamponare ogni eventuale breccia da parte dei Cartaginesi. Dopo essersi schierati, i Greci attesero l'assalto.
Annibale non decise di costruire mura per aggirare la città ma di far morire di fame i Greci. La posizione della città non permetteva di assaltarla direttamente o di assalire da più posizioni in una sola volta. Annibale scelse, invece, di utilizzare due torri d'assedio sul lato ovest della città. Ordinò di infliggere il maggior numero di perdite possibili ai difensori ma dopo un giorno intero di lotte, i Cartaginesi non riuscirono a penetrare. Di notte, i difensori fecero una sortita e incendiarono le torri. Annibale ordinò ai suoi soldati di abbattere le tombe e gli altri edifici fuori dalle mura per costruire le rampe d'assedio, in modo che qualsiasi parte del muro della città sarebbe potuto essere aggredito. I soldati punici trovarono disagio nel distruggere le tombe, e si preoccuparono quando la peste scoppiò nel loro campo. I Cartaginesi persero molti uomini, tra cui Annibale stesso.

## L'arrivo di Imilcone
Imilcone assunse a questo punto il comando dell'esercito punica. Il suo primo dovere era quello di aumentare il morale dei suoi soldati: compito che portò a termine sacrificando un bambino al dio dei Greci, Crono, e alcuni animali al mare annegandoli, dopo aver messo fine alle attività di distruzione delle tombe. Poi continuò la costruzione di rampe d'assedio utilizzando i materiali già raccolti, arginò il fiume Belice, nel corso del quale ha fatto agire come un fossato per Agrigento, per ottenere un migliore accesso alla città.
A questo punto Dafneo di Siracusa arrivò con 30000 opliti e 5000 cavalieri per rompere l'assedio, accompagnato da trenta triremi. L'esercito greco potrebbe essere stato anche il più grande dato che le truppe leggere non sono state incluse nel conteggio. Imilcone portò con sé i mercenari nel campo orientale per intercettare questo esercito, mentre il grosso dell'esercito rimase nel loro campo, mantenendo il presidio di Agrigento sotto controllo. Una battaglia si svolse da qualche parte sulla sponda destra del fiume Imera (il sito attuale battaglia non è stato identificato ed è oggetto di dibattito). L'esercito punico in un primo momento riuscì a creare difficoltà ai Greci di stanza a sinistra della linea di battaglia greca, ma l'ala destra siracusana disperse le loro controparti puniche prima che i Cartaginesi guadagnassero alcun vantaggio decisivo. I Greci infine riuscirono a sconfiggere i Cartaginesi in una feroce battaglia. L'esercito punico fuggì dal campo lasciando quasi 6000 morti dietro di sé. Dafneo scelse di raggruppare i suoi soldati prima di inseguirlo.

## Conseguenze
I Cartaginesi, che stavano inseguendo i fuggitivi, si ritirarono oltre Agrigento; gli abitanti della città chiedevano a gran voce di essere portato fuori per attaccare il nemico, cosa che i generali, tra cui la spartano Deussippo, rifiutarono di fare, temendo una ripetizione della sconfitta di Imera del 409 a.C. Tuttavia, l'esercito siracusano, che non aveva inseguito quello cartaginese, si ritirò anche temendo un contrattacco; aveva intanto sollevato l'assedio della città, e conquistato il campo orientale dell'esercito cartaginese. Questo orientò i Greci in modo vantaggioso contro l'esercito punico, con l'iniziativa saldamente nelle loro mani.

## Teoria del complotto e conseguenze
I cittadini di Agrigento si unirono ala spedizione di soccorso presso l'accampamento cartaginese catturato. Si cominciò a diffondere la voce fra i Greci che i generali agrigentini si fossero rifiutati di attaccare l'esercito cartaginese in rotta perché corrotti da Imilcone. Fu riunito un concilio improvvisato in cui i Greci di Camarina accusarono apertamente i cinque generali agrigentini di tradimento; quattro di questi furono quindi lapidati ed il quinto, Argeo, si salvò solo per la giovane età e nuovi generali vennero eletti al loro posto.
Dafneo, ora a capo dell'intera armata greca, ispezionato l'accampamento cartaginese principale, bocciò l'idea di un attacco diretto. L'armata greca tormentò invece i Cartaginesi per tutta l'estate con attacchi di cavalleria e truppe leggere, impiegandoli in continue schermaglie e tagliando le loro linee di rifornimento, mentre la città di Agrigento era rifornita da convogli navali inviati da Siracusa.
I Cartaginesi dovettero ben presto affrontare il problema della carenza di viveri e le truppe mercenarie divenivano ogni giorno più irrequiete. Con l'arrivo dell'inverno la situazione si fece ancora più critica per Imilcone

## Trionfo di Imilcone
Imilcone si salvò da un sempre più probabile ammutinamento dalla fortuna e da una serie di rapide decisioni. Proprio mentre le sue truppe mercenarie stavano per raggiungere il punto di rottura, i Cartaginesi appresero che un convoglio di derrate alimentari era in arrivo da Siracusa. Imilcone riuscì a domare l'impazienza dei mercenari donando loro le coppe d'oro ed argento dei cittadini cartaginesi, poi informò la flotta cartaginese di stanza a Mozia;. Quaranta navi accorsero e colsero di sorpresa la flotta siracusana, forse indotta in errore dalla troppa fiducia del controllo del mare. Otto trireme greche furono affondate e le navi superstiti condotte a riva furono catturate con tutto il loro carico. Questa azione ribaltò la situazione a favore di Imilcone, ora che erano i Greci a dovere affrontare la minaccia della fame.

## Collasso della coalizione greca
Appena la notizia della cattura delle navi rifornimento raggiunse Agrigento, dove la popolazione non aveva potuto coltivare i campi durante l'estate a causa dell'assedio, Imilcone corruppe i mercenari campani che abbandonarono la città. Quando le riserve alimentari divennero insufficienti a sostenere le truppe, anche gli alleati sicelioti abbandonarono la città.
A metà dicembre, l'esercito difensore e 40'000 persone abbandonarono la città per dirigersi verso Gela, portando con sé quanto riuscivano a trasportare. Chi non era in grado di muoversi ed alcuni irriducibili rimasero in città e la mattina seguente Imilcone non ebbe difficoltà a catturare e saccheggiare la città semideserta, giustiziando i residenti rimasti.

## Conseguenze
Agrigento era la più ricca città della Sicilia e Imilcone ne trasse un enorme bottino. Siccome l'inverno era ormai avanzato Imilcone non proseguì verso Gela ma si acquartierò ad Agrigento fino alla primavera del 405 a.C. per poi riprendere le operazioni contro Gela, non prima di avere abbattuto le difese della città.
I profughi di Agrigento, appena giunti a Siracusa, accusarono Dafneo e gli altri generali di tradimento; questi tumulti furono la causa che provocò dopo poco l'elezione di Dionisio I di Siracusa a tiranno della città. Agrigento fu di nuovo popolata dai Greci ma non raggiunse mai lo splendore che aveva posseduto, ma sufficiente ad opporsi sia a Cartagine che a Siracusa negli scontri successivi fra le due città. Ironicamente, durante le Guerre puniche, la città fu sottoposta ad un assedio romano perché base di una guarnigione cartaginese.